# Agente forestal (España)

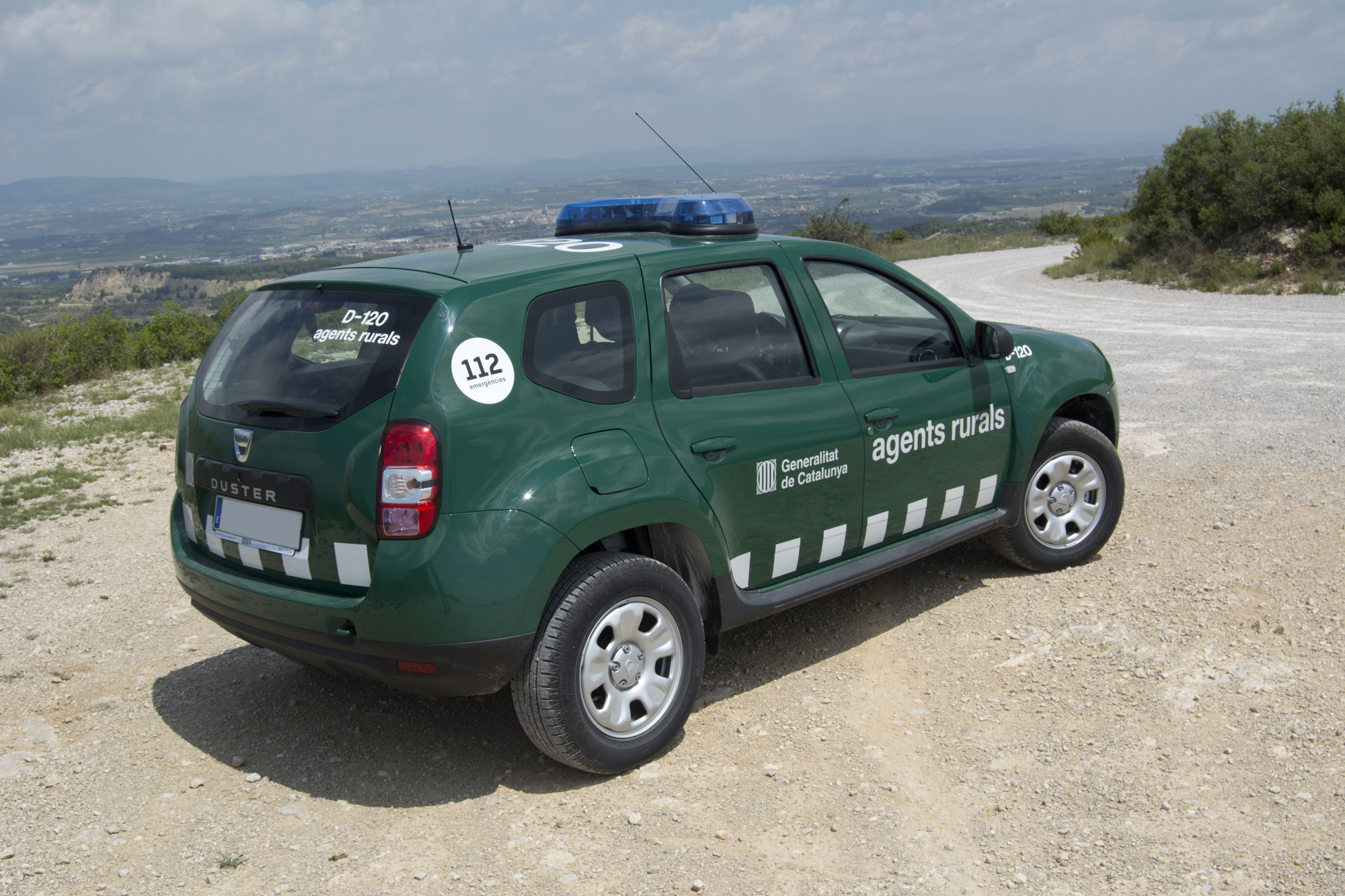
Vehículo de los agentes rurales de Cataluña.

Los agentes forestales, agentes rurales, agentes medioambientales o policía medioambiental en España, son funcionarios públicos que ostentan la condición de agentes de la autoridad, policía administrativa especial y policía judicial genérica pertenecientes a las administraciones públicas que, de acuerdo con su propia normativa y con independencia de la denominación corporativa específica, tienen encomendadas, entre otras funciones, las de policía y custodia de los bienes jurídicos de naturaleza forestal y las de policía judicial en sentido genérico tal como establece el apartado 6º del artículo 283 de la Ley de Enjuiciamiento Criminal. De acuerdo con el artículo 148 de la Constitución, las competencias en Medio Ambiente están trasferidas a las comunidades autónomas.
En la actualidad, 6.000 agentes desarrollan su función de policía medioambiental en todos y cada uno de los rincones del medio rural español, protegiendo y conservando el patrimonio natural que posee España, cumpliendo el mandato del artículo 45 de la Constitución y las obligaciones de protección del medio ambiente marcadas por los tratados y directivas de la Unión Europea.

## Historia

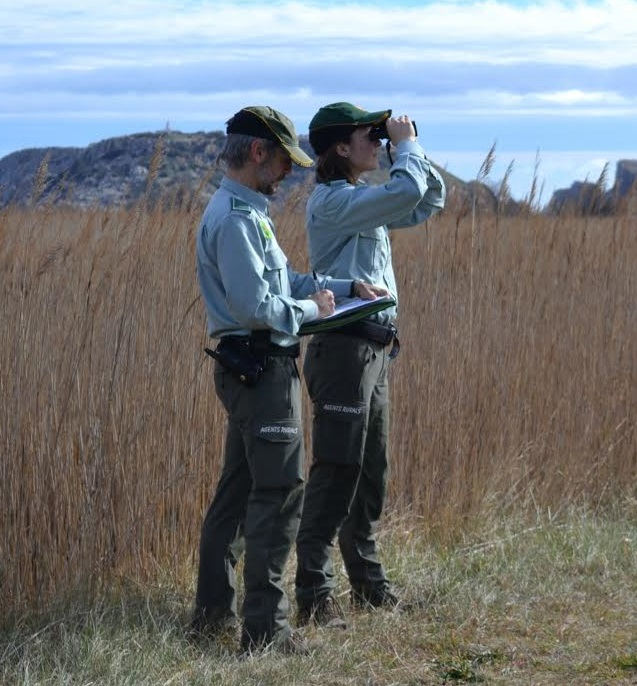
Agentes Rurales en plena labor de vigilancia.

La fecha que se ha tomado como referencia del origen de los Agentes Forestales y Medioambientales de España fue el 11 de julio de 1877, cuando, bajo el reinado de Alfonso XII, se promulga la Ley de Mejora, Fomento y Repoblación de los Montes Públicos. En dicha Ley se crean los denominados «Capataces de cultivos» y dos años más tarde se les autoriza a denunciar los daños que se causen en los bosques.
Unas décadas después, ya en el año 1907, tras apreciar la necesidad de contar con un cuerpo específico dedicado a la protección y conservación de los montes, se crea el Cuerpo de Guardería Forestal del Estado. Más tarde, ya en la Segunda República, los miembros del Cuerpo de Guardería Forestal Republicana pasan a ser considerados Funcionarios Públicos, se determina el acceso al Cuerpo mediante oposiciones y se declara oficialmente a los Guardas Forestales Auxiliares de Orden Público.
Durante la Dictadura se produce una importante reforma del Patrimonio Forestal del Estado y se aprueban dos Reglamentos de regulación del Cuerpo Especial de la Guardería Forestal del Estado: el primero en el año 1941, y el segundo, que ha estado vigente hasta nuestros días como legislación supletoria en aquellas Autonomías que carecían de regulación específica, en el año 1966 (Decreto 2481/1966). Cabe destacar de este último Reglamento la reafirmación del carácter de Agentes de la Autoridad y de Policía Judicial de todos los miembros del Cuerpo de Guardería Forestal.

### Las transferencias a las comunidades autónomas
Con la llegada de la democracia se empiezan a suceder importantes cambios para el colectivo: el primero llega en el año 1978 cuando un Decreto de regulación del régimen retributivo del Cuerpo de Guardería Forestal del Estado trae consigo el cambio de denominación: los Guardas Forestales pasan a llamarse Agentes Forestales.
Posteriormente, ya con la Constitución aprobada, se producen las transferencias en materia medioambiental a las comunidades autónomas, las cuales asumen la competencia exclusiva en cuanto a la gestión y organización del personal del transferido del Cuerpo de Guardería Forestal del Estado. De este modo y con el paso de los años cada Administración Autonómica ha llevado a cabo de diferente manera la regulación, e incluso denominación de los profesionales dedicados a la policía custodia y vigilancia del medio natural.
En el Estado quedaron un reducido número de Agentes ligados a los Parques Nacionales, en 2003 se unifica su denominación, y en 2005 se crea la actual Escala de Agentes Medioambientales. Actualmente, los Agentes Medioambientales al servicio del Estado están adscritos al Ministerio para la Transición Ecológica y el Reto Demográfico y prestan servicios en las Confederaciones Hidrográficas, Parques Nacionales y otras fincas estatales, costas y medio marino y en la Mancomunidad de los Canales del Taibilla.

## Marco Regulador

### Estatal General
- Ley 4/2024, de 8 de noviembre, básica de agentes forestales y medioambientales.
- Ley 17/2015, de 9 de julio, del Sistema Nacional de Protección Civil (Artículo 17).
- Real Decreto de 14 de septiembre de 1882 por el que se aprueba la Ley de Enjuiciamiento Criminal. (TÍTULO III. De la Policía judicial).

### Estatal Específico de Organismos Autónomos del Ministerio de Medioambiente
- Ley 53/2002 de acompañamiento de medidas fiscales (Artículo 54).
- Ley 11/2005, de 22 de junio, por la que se modifica la Ley 10/2001, de 5 de julio, del Plan Hidrológico Nacional (Disposición adicional segunda).
- Instrucción de 27 de septiembre de 2007, de la Subsecretaría de Medio Ambiente.
- Instrucción de 1 de mayo de 2009, de la Subsecretaría de Medio Ambiente.
- Orden ARM/3123/2011, de 3 de noviembre por la que se establecen el uniforme y distintivos de la Escala de Agentes Medioambientales de Organismos Autónomos del Ministerio de Medio Ambiente.

#### Específico de Comisarías de Aguas de las Confederaciones Hidrográficas
- Real Decreto Legislativo 1/2001, de 20 de julio, por el que se aprueba el texto refundido de la Ley de Aguas (Artículo 94).
- Instrucción de la Dirección General del Agua, por la que se regula el ejercicio de las funciones y protocolo de actuación de los funcionarios pertenecientes a la Escala de Agentes Medioambientales de Organismos Autónomos  del Ministerio de Medio Ambiente, encargados de la inspección y vigilancia del Dominio Público Hidráulico.

## Funciones
Además de las funciones de gestión medioambiental que les puedan ser encomendadas, ejercen funciones de inspección y control conforme a la normativa medioambiental administrativa: montes, incendios, caza, pesca, espacios y especies protegidas, impacto ambiental, calidad ambiental.
Asimismo, ejercen funciones policiales de investigación de los delitos y causas de los incendios forestales, investigación de los delitos contra la protección de la flora y la fauna, delitos sobre la ordenación del territorio y delitos contra los recursos naturales y el medio ambiente.
Los Agentes Medioambientales forman parte de los recursos de intervención inmediata ante emergencia (alarma, excepción, y sitio) y situaciones previas al tener la consideración de servicios públicos de intervención y asistencia en emergencias de protección civil.
Los Agentes Medioambientales están capacitados para requerir órdenes, prohibiciones, instrucciones o requerimientos efectuados por los titulares de los órganos competentes o los miembros de los servicios de intervención y asistencia así como para requerir deberes de colaboración a los servicios de vigilancia y protección de las empresas públicas o privadas¸ cuando suponga una especial peligrosidad o trascendencia para la seguridad de las personas o los bienes.

## Denominación según las administraciones

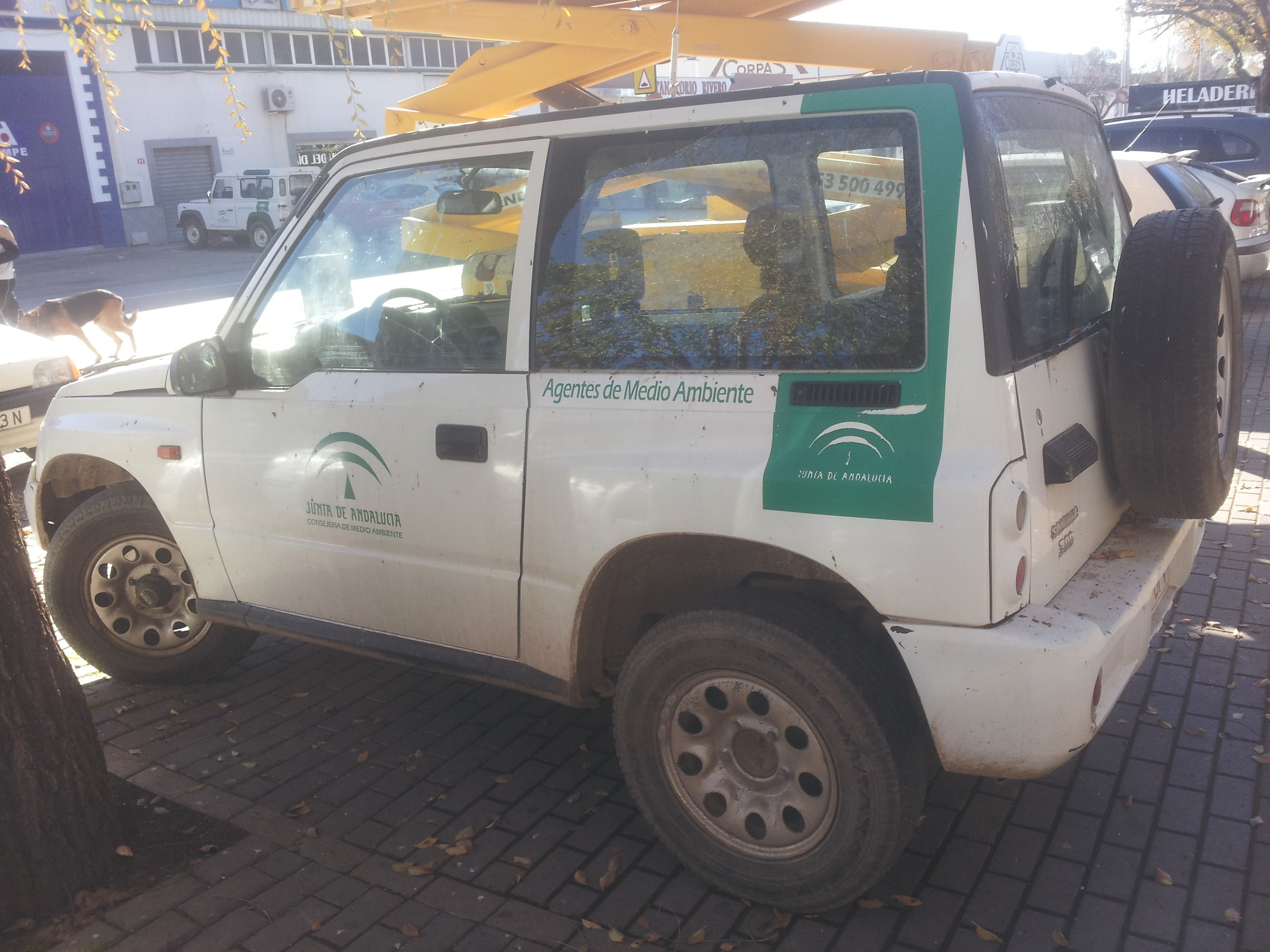
Vehículo de los Agentes de Medio Ambiente de la Junta de Andalucía.

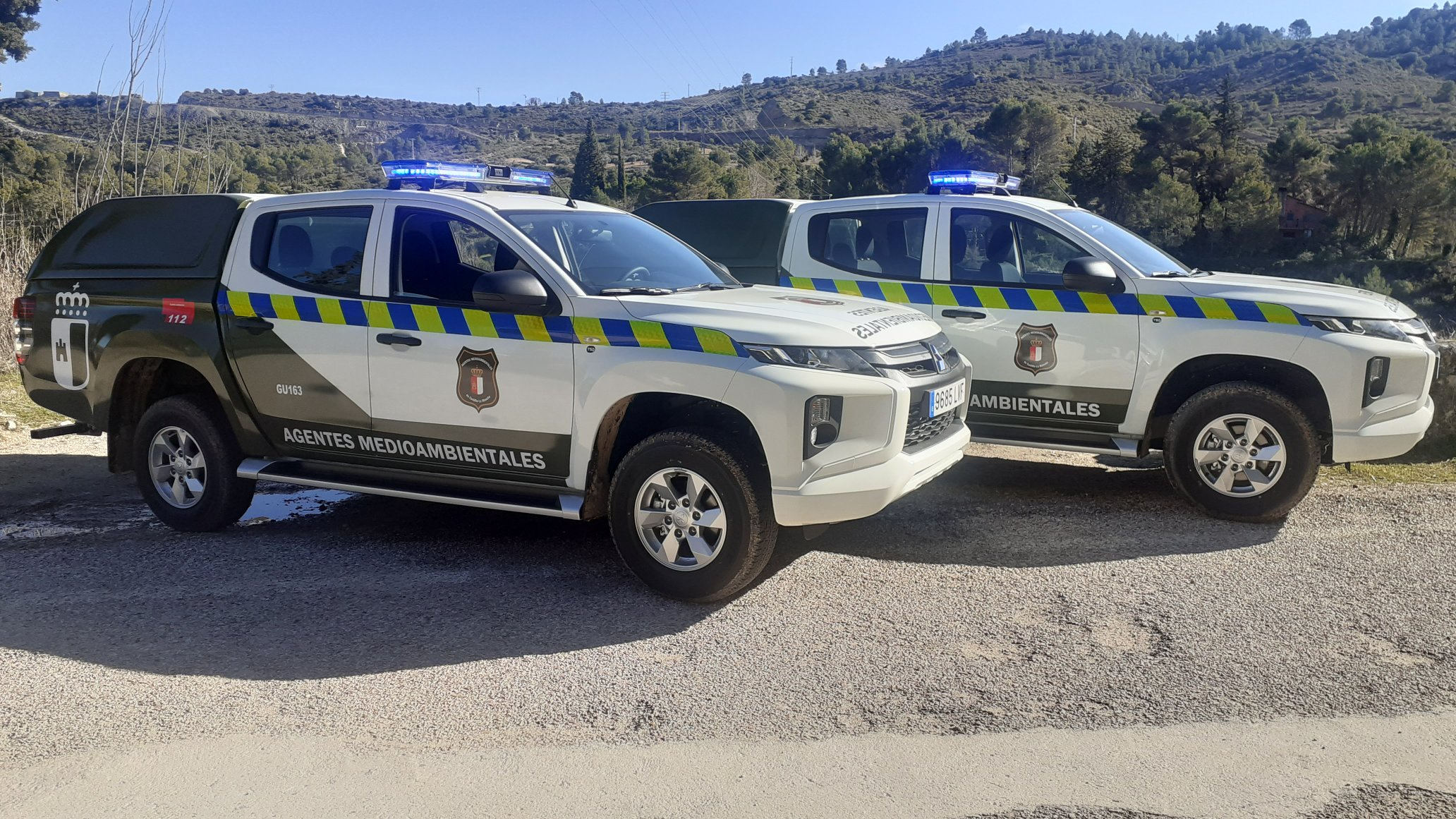
Vehículo de los Agentes Medioambientales de Castilla-La Mancha.

- Administración del Estado: 458 Agentes Medioambientales (AA.MM.). Escala:
  - Aguas Continentales 327 AA.MM.
  - Costas 93 AA.MM.
  - Parques 29 AA.MM.
  - Mar y Océano 9 AA.MM.[6]

- Administraciones autonómicas:[2]
  - Andalucía / Agentes de Medio Ambiente.
  - Aragón / Agentes para la Protección de la Naturaleza.
  - Canarias / Agentes de Medio Ambiente.
  - Cantabria / Técnicos Auxiliares del Medio Natural - Agentes del Medio Natural.
  - Castilla-La Mancha / Agentes Medioambientales.
  - Castilla y León / Agentes Medioambientales.
  - Cataluña / Agentes Rurales.
  - Comunidad de Madrid / Agentes Forestales.
  - Comunidad Valenciana / Agentes Mediambientales.
  - Extremadura / Agentes del Medio Natural.
  - Galicia / Agentes Medioambientales.
  - Islas Baleares / Agentes de Medio Ambiente.
  - La Rioja / Agentes Forestales.
  - Murcia / Agentes Medioambientales.
  - Navarra / Guarderio de medio ambiente
  - País Vasco /  Agentes de Forestales.
  - Principado de Asturias / Guardas del Medio Natural.
- Administraciones locales:[7]
  - Ayuntamiento de Arroyo de la Luz (Cáceres) / Agentes Medioambientales.
  - Ayuntamiento de Madrid (Comunidad de Madrid) / Agentes de Parques.
  - Ayuntamiento de Santa Cruz de Tenerife (Tenerife) / Agentes Forestales / Agentes del Medio Natural / Unidad de Medio Natural.
  - Ayuntamiento de San Cristóbal de La Laguna (Tenerife) / Unidad de Protección del Medio Ambiente.
  - Ayuntamiento de Tarazona (Zaragoza) / Agentes Forestales.
  - Ayuntamiento de Torrejón de Ardoz (Comunidad de Madrid) / Agentes Medioambientales.
  - Ayuntamiento de Zaragoza / Unidad Verde.
  - Diputación Provincial de Barcelona / Guardas Forestales.